# 내장 역위증
내장 역위증(內臟逆位症, situs inversus, situs transversus, oppositus)은 주요 기관들이 정상 위치가 아닌 반대로, 즉 거울 위치에 있는 선천성 질병이다.

## 역사
1452~1519년 레오나르도 다빈치가 우심증(흉강의 오른쪽에 심장이 위치해 있는 증상)을 처음 보고 묘사하였으며 그 뒤 1643년 Marco Aurelio Severino에 의해 인지되었다. 그러나 내장 역위증은 나중에 1세기가 더 지나 매튜 베일리에 의해 처음 기술되었다.

### 용어
내장 역위증의 영어 낱말 situs inversus는 "내장의 반대 위치"를 뜻하는 라틴어의 어구인 "situs inversus viscerum"의 짧은 형태이다.

## 병인
내장 역위증은 우성 유전자에 의한 것이지만 반성 유전이거나 일란성 거울상 쌍둥이로 발견될 수 있다.

## 같이 보기
- 심장딴곳증